# Richard Jewell
Richard Allensworth Jewell, nato Richard White, (Danville, 17 dicembre 1962 – Woodbury, 29 agosto 2007) è stato un poliziotto statunitense.

## Biografia
Mentre lavorava come guardia di sicurezza per la AT&T, divenne noto in relazione all'attentato alle Olimpiadi estive del 1996 ad Atlanta, in Georgia. Scoprendo uno zaino contenente tre bombe sul terreno del parco, Jewell avvisò la polizia e aiutò a evacuare l'area prima che la bomba esplodesse, salvando la vita di molte persone.
Inizialmente incoronato dai media come un eroe, Jewell è stato successivamente considerato un sospettato dell'attentato, sospetti che poi decaddero. Il caso di Jewell è considerato un esempio del danno che i media possono arrecare in base a dei pregiudizi. Nonostante non sia mai stato ufficialmente accusato, ha subito un processo da parte dei media che ha coinvolto e cambiato la sua vita personale e professionale. Alla fine della vicenda fu considerato non colpevole e in seguito fu scoperto come Eric Rudolph fosse stato il vero artefice dell'attentato.
Nel 2006 il governatore Sonny Perdue ha ringraziato pubblicamente Jewell a nome dello Stato della Georgia per aver salvato la vita alle persone che stavano assistendo alle Olimpiadi. Jewell è deceduto il 29 agosto 2007, all'età di 44 anni, a causa di un'insufficienza cardiaca a seguito di complicanze dovute al diabete.

## Nei media
Nel 2019 è stato onorato con l'omonimo film Richard Jewell, dedicato alla sua vita e ai fatti dell'attentato, diretto da Clint Eastwood.